# تمهيد الأوائل وتلخيص الدلائل (كتاب)
تمهيد الأوائل وتلخيص الدلائل كتاب من تأليف القاضي أبو بكر الباقلاني رد فيه على أهل البدع وبيان عقائدهم وآرائهم الباطلة في المسائل الدينية.

## موضوعه
يعتبر كتاب «تمهيد الأوائل وتلخيص الدلائل» من الكتب المختصرة الجامعة في علم العقائد، فهو «"مشتمل على ما يحتاج إليه في الكشف عن معنى العلم وأقسامه وطرقه ومراتبه وضروب المعلومات، وحقائق الموجودات، وذكر الأدلة على حدث العالم وإثبات محدثه وأنه مخالف لخلقه وعلى ما يجب كونه عليه من وحدانيته وكونه حيا عالما قادرا في أزله وما جرى مجرى ذلك من صفات ذاته وأنه عادل حكيم فيما أنشأه من مخترعاته من غير حاجة منه إليها ولا محرك وداع وخاطر وعلل دعته إلى إيجادها تعالى عن ذلك وجواز إرساله رسلا إلى خلقه وسفراء بينه وبين عباده وأنه قد فعل ذلك وقطع العذر في إيجاب تصديقهم بما أبانهم به من الآيات ودل به على صدقهم من المعجزات وجمل من الكلام على سائر أهل الملل المخالفين لملة الإسلام من اليهود والنصارى والمجوس وأهل التثنية وأصحاب الطبائع والمنجمين".»
كما أن الباقلاني قام بذكر مواضيع أخرى، عقب بها عن المواضيع السالفة الذكر، وهي في «ذكر أبواب الخلاف بين أهل الحق وأهل التجسيم والتشبيه وأهل القدر والاعتزال والرافضة والخوارج وذكر جمل من مناقب الصحابة وفضائل الأئمة الأربعة وإثبات إمامتهم ووجه التأويل فيما شجر بينهم ووجوب موالاتهم».

## محتوياته
- باب الكلام في حقيقة العلم ومعناه.
- باب الكلام في أقسام العلوم.
- باب في أقسام العلم المحدث.
- باب العلم الضروري.
- باب العلم النظري.
- باب الكلام في مدارك العلوم.
- باب الكلام في الاستدلال.
- باب آخر في معنى الدليل والاستدلال.
- باب الكلام في أقسام المعلومات.
- باب الكلام في الموجودات.
- باب أقسام المحدثات.
- باب الكلام في الأعراض.
- باب الكلام في إثبات الأعراض.
- باب الكلام في إثبات حدث العالم.
- باب الكلام في إثبات الصانع.
- باب في أن المحدث ليس فاعلا لنفسه.
- باب في أنه لا يجوز أن يكون صانع المحدثات مشبها لها.
- باب في أنه لا يجوز أن يكون فاعل المحدثات محدثا.
- باب الكلام في أن صانع العالم واحد.
- باب في أن صانع العالم حي.
- باب في أن الصانع عالم.
- باب في أن الصانع سميع بصير متكلم.
- باب في أنه مريد.
- باب في الرضا والغضب وأنهما من الإرادة.
- مسألة في أنه لا يجوز عليه الشهوة.
- باب في أنه لم يزل حيا عالما قادرا سميعا بصيرا متكلما مريدا.
- باب في أن القديم لا يجوز عليه العدم.
- باب في أن صنع الله للعالم ليس لغرض.
- باب الكلام على القائلين بفعل الطباع.
- باب الكلام على المنجمين.
- باب الكلام على أهل التثنية باب الكلام على المجوس.
- باب الكلام على النصارى في قولهم إن الله تعالى جوهر.
- باب الكلام على البراهمة.
- باب الكلام على اليهود في إثبات نبوة محمد على من أنكرها وطعن فيها من المجوس والصابئة والنصارى.
- باب الكلام على اليهود في الأخبار.
- باب الكلام على منكر نسخ شريعة موسى عليه السلام من جهة السمع دون العقل.
- باب الكلام على محيل النسخ منهم من جهة العقل.
- باب الكلام على العيسوية منهم الذين يزعمون أن محمدا وعيسى عليهما السلام إنما بعثا إلى قومهما ولم يبعثا بنسخ شريعة موسى عليه السلام.
- باب الكلام على المجسمة.
- باب الكلام في الصفات.
- باب الكلام في الأحوال على أبي هاشم.
- باب الكلام في معنى الصفة وهل هي الوصف أم معنى سواه.
- باب الكلام في الاسم ومما اشتقاقه وهل هو المسمى أو غيره.
- باب الكلام في نفي خلق القرآن.
- باب في بيان آراء المعتزلة.

أبواب شتى في الصفات:
- باب في أن لله وجها ويدين.
- باب تفصيل صفات الذات من صفات الأفعال.
- باب البقاء من صفات ذاته.
- باب الكلام في جواز رؤية الله تعالى بالأبصار.
- باب القول في أن الله تعالى مريد لجميع المخلوقات.
- باب الكلام في الاستطاعة.
- باب الكلام في إبطال التولد.
- باب الكلام في خلق الأفعال.
- باب ذكر آيات من القرآن يحتج بها القدرية في أن العباد يخلقون أفعالهم.
- باب في وجوب تسميتهم قدرية.
- باب القول في أن الله قضى المعاصي وقدرها قبيحة على ما خلقها.
- باب القول في الأرزاق.
- باب القول في الأسعار.
- باب القول في الآجال.
- باب الهدي والإضلال.
- باب القول في اللطف.
- باب الكلام في التعديل والتجوير.
- باب القول في معنى الدين.
- باب الكلام في الإيمان والإسلام والأسماء والأحكام.
- باب القول في معنى الإيمان.
- باب القول في معنى الإسلام.
- باب القول في معنى الكفر.
- باب القول في تسمية الفاسق الملي مؤمنا.
- باب القول في الوعد والوعيد.
- باب القول في الخصوص والعموم.
- باب الكلام في الشفاعة.
- باب الكلام في الإمامة وذكر جمل من أحكام الأخبار ومما يدل على فساد النص وصحة الاختيار.
- باب القول في معنى الخبر.
- باب الكلام في أقسام الأخبار.
- باب الكلام في إثبات التواتر واستحالة الكذب على أهله.
- باب آخر في صفات أهل التواتر.
- باب آخر في خبر الواحد.
- باب الكلام في إبطال النص وتصحيح الاختيار.
- باب الكلام في حكم الاختيار.
- باب القول في العدد الذي تنعقد به الإمامة.
- باب الكلام في صفة الإمام الذي يلزم العقد له.
- باب ذكر ما أقيم الإمام لأجله.
- باب ذكر ما يوجب خلع الإمام وسقوط فرض طاعته.
- باب الكلام في إمامة أبي بكر رضي الله عنه.
- باب الكلام في إمامة عمر رضي الله عنه.
- باب الدلالة على صحة العهد من أبي بكر إلى عمر ومن كل إمام عدل إلى من يصلح لهذا الأمر.
- باب الكلام في إمامة عثمان رضي الله عنه وصحة فعل عمر في الشورى.
- باب ذكر الدلالة على صحة عقد عبد الرحمن لعثمان بن عفان رضي الله عنهما.
- باب الكلام في مقتل عثمان رضي الله عنه والدليل على أنه قتل مظلوما.
- باب ذكر ما تعلقوا به على عثمان رضي الله عنه ونقموا من فعله والجواب عنه.
- باب الكلام في إمامة علي عليه السلام والرد على الواقف فيها والقادح في صحتها.

## سبب تأليف الكتاب
يرجع سبب تأليف القاضي أبي بكر الباقلاني لهذا الكتاب ما ذكره ابن عساكر في كتابه «تبيين كذب المفتري» أن الملك دفع ابنه إلى الباقلاني «يعلمه مذهب أهل السنة وألف له كتاب التمهيد فتعلق أهل السنة به تعلقا شديدا».
ويبين الباقلاني في تقديمه للكتاب ذلك، بقوله: «أما بعد فقد عرفت إيثار سيدنا الأمير أطال الله في دوام العز بقاءه وأدام بالتمسك بالتقوى ولزوم الطريقة المثلى نعماءه ومن بإرشاده وهداه وجعل له من وافر عقله وحزمه واعظا ومن علو همته وسؤدده زاجرا ورقيبا ومن استكانته لربه تعالى والخنوع لطاعته سامعا ومطيعا حتى يلحقه اعتقاد فعل الخير وإيثاره بأهل النجاة والسلامة ويبلغه بما يتيحه له من ذلك ويوفقه لأقصى منازل أهل الزلفة والكرامة لعمل كتاب جامع مختصر مشتمل على ما يحتاج إليه في الكشف عن معنى العلم وأقسامه وطرقه ومراتبه وضروب المعلومات وحقائق الموجودات وذكر الأدلة على حدث العالم وإثبات محدثه وأنه مخالف لخلقه... ولن آلو جهدا فيما يميل إليه سيدنا الأمير حرس الله مهجته وأعلى كعبه من الاختصار وتحرير المعاني والأدلة والألفاظ وسلوك طريق العون على تأمل ما أودعه هذا الكتاب وإزالة الشكوك فيه والارتياب. وأنا بحول الله وقوته أسارع إلى امتثال ما رسمه وأقف عنده وإلى الله جل ذكره أرغب في حسن التوفيق والإمداد بالتأييد والتسديد».